# Zámek Gizeux
Zámek Gizeux je zámek v obci Gizeux v departementu Indre-et-Loire, v regionu Centre-Val de Loire, patřící k zámkům na Loiře.
Od roku 1945 je zařazen mezi monument historique.

## Dějiny
Panství Gizeux patřilo rodině básníka Joachima du Bellay od roku 1315 do 1660. Později bylo majetkem Markýze z Gizeux z rodu Contades. 
Původně středověká stavba byla mnohokrát přestavována, nejvýrazněji renesančně. S délkou 250 m je to nejdelší zámek v regionu Touraine.
Zámecký park byl založen v roce 1829.